# Kávéház

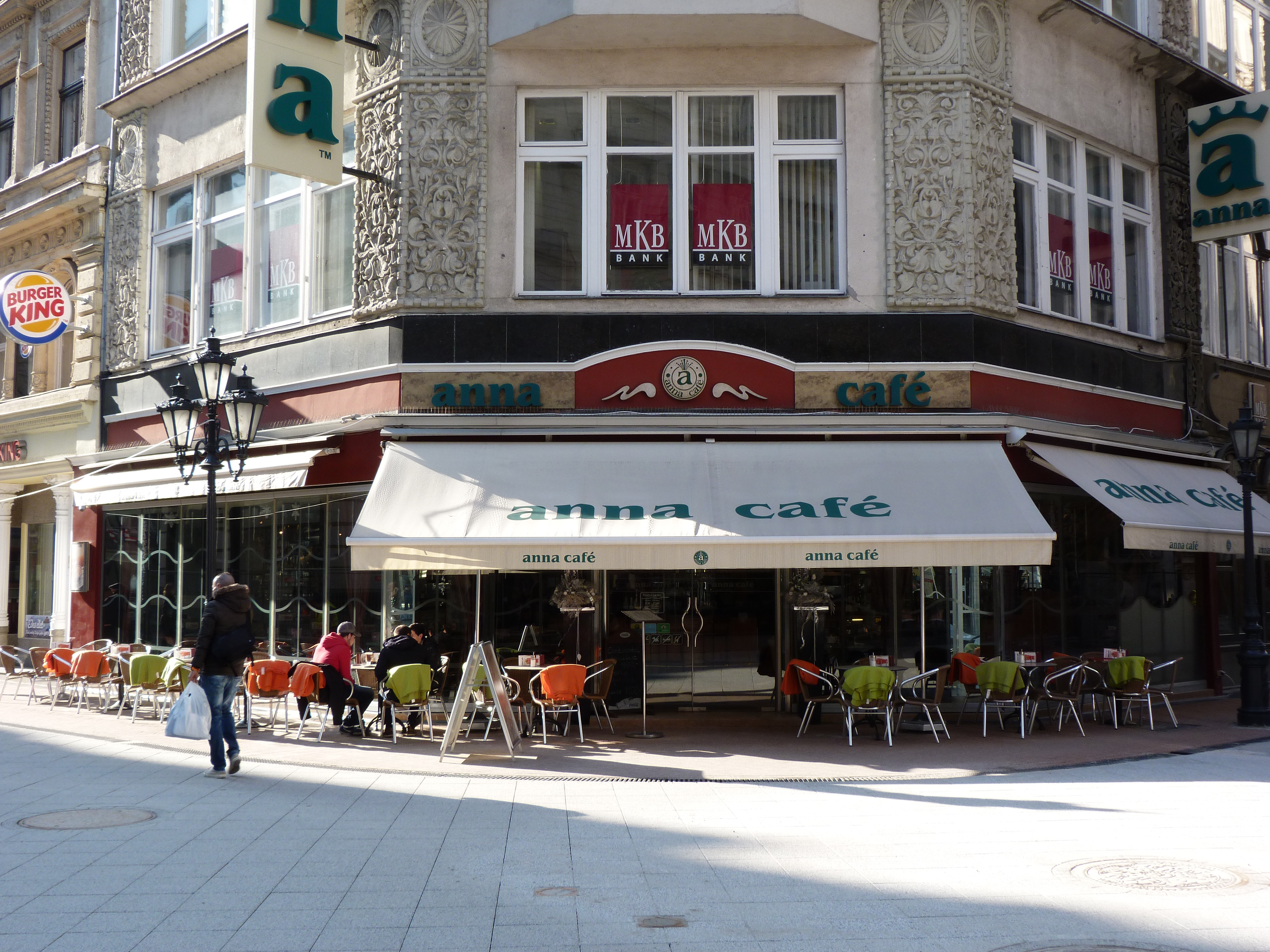
Az Anna Kávézó a budapesti Váci utcában

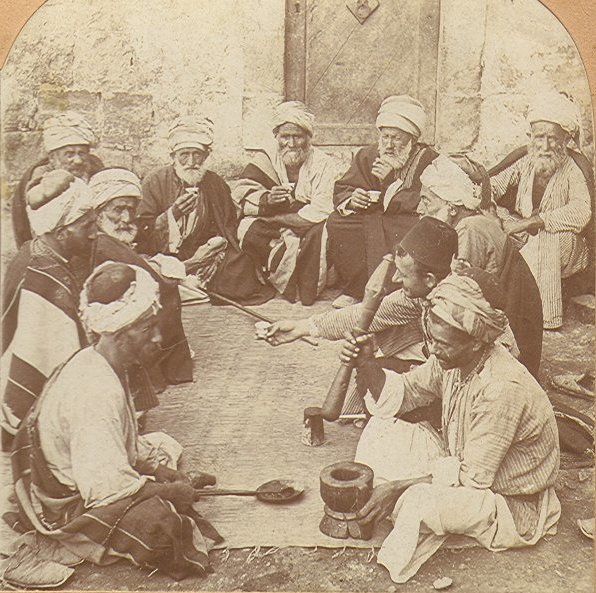
Kávéház Palesztinában (1900)

A kávéház eredetileg kávé fogyasztására szakosodott vendéglátóipari egység volt, amely később éttermi, cukrászdai, társasjátéki sőt szórakoztató funkciókat is ellátott, és a társasági élet fontos színterévé vált.

## Története
Isztambulban az első kávéházak az 1550-es években nyíltak, és számuk gyorsan nőtt. A kávéházakba elsősorban azért jártak a férfiak, hogy kávéivás ürügyén kiszabaduljanak zárt világukból, társaságra leljenek, szórakozhassanak, beszélgethessenek. Bár a szultánok rendeletekkel többször is megpróbálták a kávéházakat betiltani, kevés sikerrel, hiszen a hatalomnak nem állt érdekében lemondani a kávéra kirótt vámról és illetékekről.
Európába a 17. században érkezett meg a kávézás szokása. Az első európai kávéház 1624-ben Velencében nyílt meg La Bottega del Caffé néven. Párizsban az első kávéház 1672-ben nyitotta meg kapuit, a londoni néhány évvel korábban. Hamarosan elterjedt Hollandiában, Németországban, s megjelent Magyarországon is.

## Magyarországon

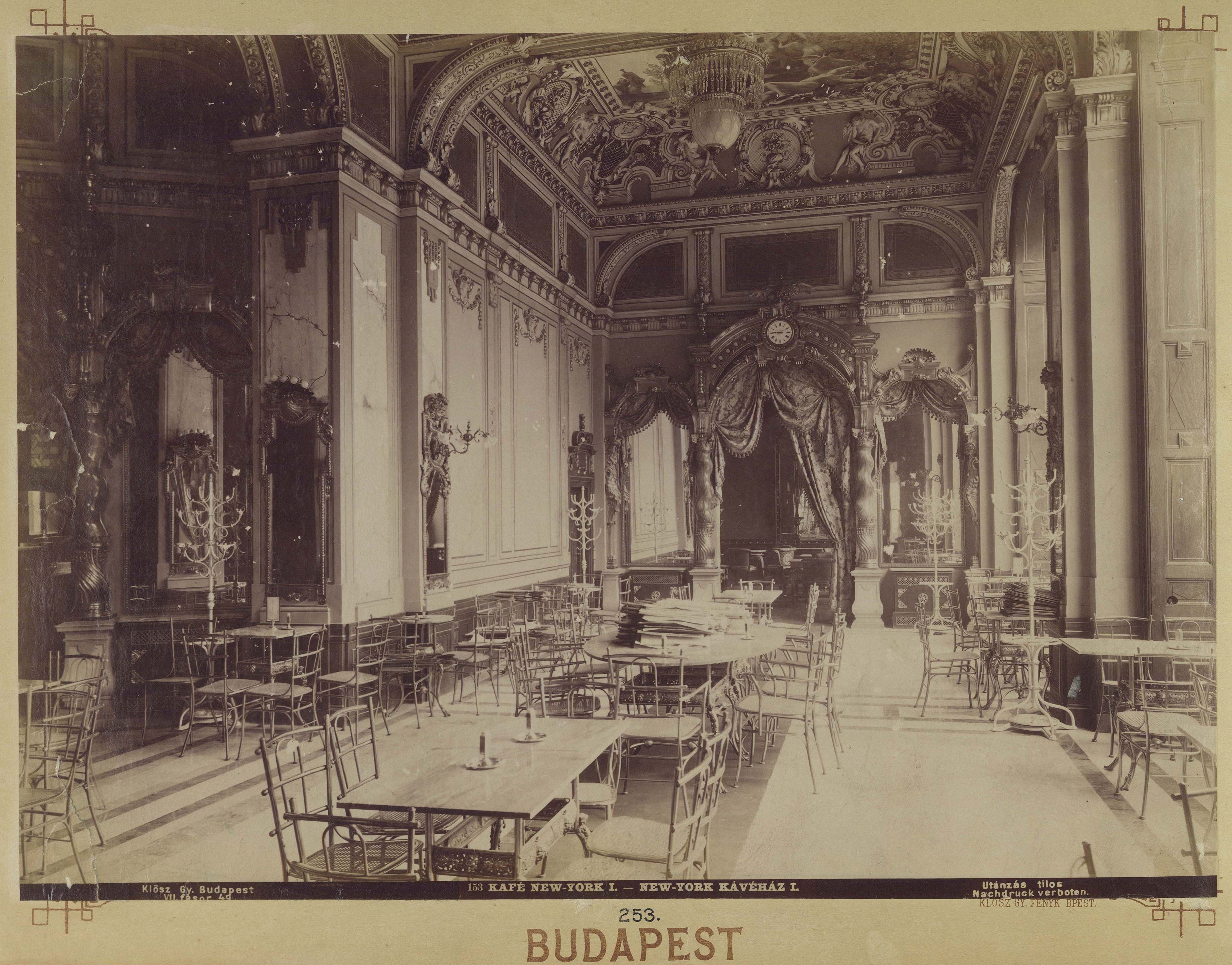
A New York kávéház belső tere, 1894 körül

Az első ismert pesti kávéházra vonatkozó adat 1714-ből származik, amikor is a „katolikus rác” Cavesieder Blasius (Kávéfőző Balázs) házat vásárolt Pesten. 1729-ben három kávés civakodásáról tanúskodik a pesti tanács jegyzőkönyve: az említett Balázs és a német Franz Reschfellner tesz panaszt az olasz Francesco Bellieno alacsony árai miatt, amivel rontja az üzletüket.
Amikor a legtöbb kávéház volt Budapesten (ez nagyjából a millennium időszaka), ötszáznál is több kávéházról tudunk, de abból csak öt-hat az, amire azt lehet mondani, hogy irodalmi kávéház, tehát ahova sok író járt. De ugyanúgy volt törzskávéházuk a katonatiszteknek, a hullamosóknak és a zsebtolvajoknak is.
Az első világháború előtti élénk budapesti kávéházi élet egyik oka a főváros szűkös és túlzsúfolt lakásviszonyaiban keresendő.
A 20. század elején csaknem 500 kávéház működött a fővárosban, ami alkalmat adott a legkülönbözőbb foglalkozású embereknek beszélgetésre és politizálásra. Az asztaltársaságok közül néhány már a 19. században kultúrtörténeti jelentőségű volt (például Petőfi Társaság, Tízek Társasága). Az 1910-es évek fontosabb fővárosi kávéházai: Abbázia kávéház (Andrássy út 49.), Akadémia kávéház (Akadémia utca 5.), Ámor kávéház (Nagymező utca 7.), Andrássy kávéház (Aréna út 78.), Anker kávéház (Király u. 15.), Aréna kávéház (Damjanich utca 51.) Astor kávéház (Erzsébet krt. 41.), Balaton kávéház (Rákóczi út 17.), Baross kávéház (József krt. 45.), Belvárosi kávéház (Eskü tér 5.), Bodó kávéház (József krt. 56.), Britannia kávéház (Széna tér 7.), Cairo kávéház (Lövölde tér 6.), City kávéház (Szabadság tér (Budapest) 13.), Deák kávéház (József krt. 55.), Drechsler kávéház (Andrássy út 25.), Edison kávéház (Teréz krt. 24.), EMKE kávéház (Erzsébet krt. 2.), Erzsébet híd kávéház (Döbrentei tér 6.), Európa kávéház (Fő utca 80.), Fehérvár kávéház (Fehérvári út 44.), Fiume kávéház (Múzeum krt. 13.), Gellért kávéház (Fehérvári út 1.), Gresham-Venezia kávéház (Ferenc József tér 5–6.), Ostende kávéház (Rákóczi út 20.).
A két háború között költözött Budapestre a Gratzag család, amely már korábban Pakson is üzemeltetett kávékimérőt. A család 1867-ben, a kiegyezés évében a jelenleg ausztriai területen fekvő Lajta környéki Münchdorfból telepedett, a magyarországi észak-déli kereskedelmi út mentén fekvő Duna-parti városkába. Itt már komoly kávépörkölő üzemet működtettek, és kávé-nagykereskedelmet is folytattak. Az üzem a város meghatározó részén, a Zöldfa vendéglő épületében kapott helyet, amely későbbi átépítések során az Erzsébet szálló és kaszinó nevet kapta. Ezen épület a régió legnevezetesebb központi kulturális találkozóhellyé nőtte ki magát. Gratzag Gyula (1898–1946) a paksi Könyök u. 2.-ben lakott családjával, három gyermekével, Istvánnal, Gyulával és Erzsébettel. A paksi családi üzemet később 1924-ben Budapestre költöztették, itt saját vendéglőik ellátását (IX. kerület, Csarnok tér; VII. kerület, Thököly út – Cserhát u. sarok: II. kerület, Szilágyi Erzsébet fasor) és a környezetük üdítő kávéztatását tartották szem előtt.
Pécsett az első ismert kávés Scheiber György volt. Ő volt az 1800-tól a Caflisch Cukrászda bérlője. A kiegyezést követően a városban is megnőtt a kávéházak száma. A 20. században sorra szűntek meg vagy alakultak át a kávéházak.

## A kávéház: művészek és az irodalom
Az elsők között említhetjük Carlo Goldoni nevét, aki már 1750-ben A kávéház (La bottega del caffè) címmel komédiát írt. Az európai kávéházi életről egyébként számos mű (próza, vers) szól, ilyen például az Egy szobalány naplója, Octave Mirbeau regénye, amely 1900 júliusában jelent meg. Valahogy azonban a kávéházaknak más jelentősége van számos európai országban, és más Magyarországon.
„A kávéház jobb, mint otthon” – jelmondat, ami az 1890-es években népszerű mondás volt Pesten, minden bizonnyal túlzás, de amíg a lakások, a magánélet érinthetetlenségét őrizték, addig a kávéházak voltak a szellemi eszmecserék fórumai. A biztos találkozási helyek, ahol a generációk megismerhették egymást. Meg lehetett keresni például idősebb  írókat a fiatalabbaknak, tanácsot kérhettek, nem ritkán innen ismerve karolták fel a tehetségeket. Átjárást biztosított a kávéház a generációk között, írók, művészek, artisták, színháziak, publicisták, muzsikusok, zeneszerzők többségében tudták hova kell menni egy kávéra, hogy karrierjük. életük megváltozzék, ha a tehetségük ezt lehetővé tette.  
Budapest volt az 1900-as évek elején a kávéházak metropolisza. Úgyszólván minden sarkon működött egy a Belvárosban, és esténként világított a kirakatán át az éjszakában, a kezdetek kezdetén sokszor a gyérebb közvilágítást is pótolva akkoriban. A magyarországi kávéházak azt jelentették idehaza, mint az irodalmi szalonok Párizsban. Az írók és művészek itt találkoztak, itt beszélték meg az irodalmi terveket, és vállalkozásokat intéztek, sőt szerkesztőségek napi munkahelye is ez volt gyakorta. Sok nagy, örökbecsű mű született a pesti kávéházak atmoszférájában. A magyar kávéházak hőskora egyúttal a magyar irodalom és művészi élet romantikus korszaka is volt, és ezért is van igen szoros kapcsolat a kávéházak és az irodalom között itt Magyarországon. A kávéház elnevezés más nyelvekben is elfogadott, megszokott szó az ilyen intézményekre, de a szónak nálunk kicsit más a jelentése, varázsa van, múltja, tradíciója, összetéveszthetetlen hangulata.
Időben és legelőször talán a pesti Kemnitzer Kávézója említhető a legrégibb irodalmi kávéházak közül, az 1830-as években, amely nemcsak a külön biliárdterméről volt nevezetes, hanem hogy az akkori írók közül Vitkovics, Kulcsár István majd később Kisfaludy Károly és társasága is előszeretettel látogatta. A Kemnitzer a régi Pest Nagy híd utcájában, a későbbi Pénzintézeti Központ helyén működött. 
A Pilvax egyenesen történelmi jelentőségű kávéházzá vált a szabadságharc kapcsán. Petőfi Sándor, Jókai Mór, Vasvári Pál és társasága találkoztak itt rendszeresen. Jókai Politikai divatok című romantikus regényében állít halhatatlan emléket Pilvaxnak. A cenzúra miatt adta a szabadságharcos és forradalmi eszméket, majd a bukás utáni pálfordulásokat bemutató regényének ezt a címet.
Az Ellipszis kávéház, meg a Drótsziget-kioszk ma már ismeretlen nevek, de akkoriban nevezetesek voltak, akárcsak a Fillinger, valamint a Privorszky. A budai Fortuna meg azért, mert ott először vezették be, hogy az akkori lapokat, a „Hazai és Külföldi Tudósításokat” és a „Hasznos mulatságokat” lehetett olvasni a vendégeknek, és amelyeket 500-500 példányban nyomtatott a Trattner mester műintézete Pesten. Szimbolikus jelentőségűvé vált később a Kávéforrás a régi Pest Fürdő utcájában, amelynek címtáblája egy sziklából előretörő habzó kapucínerzuhatagot formált. Ez volt a nagy hírű lapszerkesztő és író, Rákosi Jenő és társaságának legfőbb tartózkodási helye, de a Borsszem Jankó című későbbi élclap alapító-főszerkesztője Ágai Adolf, és szerkesztőségének számos tagja is ide járt estéről estére. Ábrányi Kornél, Asbóth Lajos, Dóczi Lajos, Kaas Ivor, Tóth Kálmán és írótársasága is többnyire itt volt megtalálható, akik az akkori legkedveltebb Népszínház repertoár darabjait írták. Sőt a nevezetes asztalosmester, Csepreghy Ferenc is itt változott át színműíróvá, hogy a népszínművek legkedveltebb darabjait a Sárga csikót, és a Piros bugyellárist is innen repítse az ország akkori színpadai számára. Blaha Lujza ezekben a darabokban nyújtott alakításai tették lehetővé, hogy az akkor még túlnyomó részt németül beszélő Pest városában a magyar dal, a magyar ének, és nóta sokakkal megkedveltesse magát a magyar nyelvet és beszédet. Ma ez furcsán hangzik, akkor fontos tette volt a Nemzet Csalogányának.
Voltak időszakok, amikor egy-egy kávéház különös jelentőséget kapott az akkori magyar szellemi életben. Ilyen volt az 1880-as években a Pannónia kávéház. Ide jártak az Operaház művészei, és a Nemzeti Színház nagy színészgenerációja: Újházy Ede, Vízvári Gyula, Halmy Ferenc, Ódry Lehel, Nagy Imre, Náday Ferenc, Maleczky Vilmos, Szigligeti Ede, Paulay Ede stb. Túl azon, hogy a színházi világ nagyságai fordultak meg a kávéházban, itt rendezték évente az elhíresült színészbörzéket is, virágvasárnaptól nagypéntekig. Megannyi színészsors dőlt el egy kávéházban, kaptak szerződéseket az ország színházaiba, mert ide jött az akkori Magyarország valamennyi színi direktora, és intendánsa, jogásza, és formálódott, változott az ország színházi élete néhány kávéházi asztal körül. Később vele szemben megnyílt a Weingruber, s sokan átpártoltak arra helyre, amelynek emlékét később számos dalba, operettbe szőttek bele.
A Balaton kávéház már inkább a politikusok és a politikai újságírók helye lett. A Hangli a kormánypárti publicisták által kedvelt helye volt Pestnek, de ide jártak a miniszterek, és főtanácsosok is. Számos politikai döntés innen indult útjára, hogy az Országgyűlésben később törvénytervezetté alakuljon át. A Meteorban az artisták, bűvészek találkoztak, míg a Kossuth Lajos utca és Szép utca sarkán álló Kammon is irodalmi találkozások színtere volt.
Az Országház kávézóban Ady Endre, Osvát Ernő, Ignotus Hugó, Fenyő Miksa stb. a későbbi Nyugat szerkesztősége találkozott, de számos Ady-vers is itt született. Az Abbázia kávéház volt a művészek otthona. Zala György, Strobl Alajos, Márk Tivadar, Pólya Tibor, Magyar Mannheimer Gusztáv, Csók István, Lechner Ödön stb. kedvelt törzshelye volt, majd egy napon átköltöztek az általuk legendássá lett Japán kávéházba. A Lotz Károly festményeivel díszített New York kávéház lett a legfelkapottabb irodalmi és színházi kávéház, amely mind a mai napig a turisták egyik fő célpontja. Irodalmi gyülekezőhely volt a Baross kávézó és a Fiume kávéház is.  A Centrál kávéházból indult el a Nyugat, és 1920-tól ide tért vissza a New York kávéházból, itt volt kerekasztala a HÉT szerkesztőségének, és 1940 és 1944 között itt működött a Bólyai Akadémia irodalmi és társadalomtudományi baráti kör Püski Sándorral, Féja Gézával. Sőt, a második világháború után először a Centrálban szerkesztették az első hazai irodalmi folyóiratot – az Újholdat, és olyan irodalmi nagyságok látogatták rendszeresen, mint Nemes Nagy Ágnes, Pilinszky János, Szabó Magda, Mándy Iván, Örkény István, Ottlik Géza, Hubay Miklós, Devecseri Gábor, Somlyó György.
„A Centrál egyedülálló intézmény volt a maga nemében, szabadegyetemféle, de annál több, mert eredményesebb… Egyszóval a magyar szellemi élet elite krémje gyűlt itt össze…”– Kolozsvári Grandpierre Emil
Olyan irodalmi művek őrzik az irodalmi aranykor kávéházainak hangulatait, mint Nagy Lajos: Budapest nagykávéház, vagy Szép Ernő: Lila akác, regénye. Hunyady Sándor, Bródy Sándor, Karinthy Frigyes számos írásában is megjelenik egy-egy hazai kávéház akkori utánozhatatlan atmoszférája.

## A kávéházak átalakulása Európa keleti felén és Magyarországon
A magyarországi változások, a kávéházak terén lemodellezik a közép és kelet-európai világ, a Monarchia felbomlását követő, a környező országokban lezajló folyamatokat is. Románia, Jugoszlávia, Csehszlovákia, Lengyelország hozzánk hasonló fordulatokat értek meg, a sorsazonosság okán is az ott működő kávéházak átalakulásaival, tulajdonosváltásokkal, vagy épp megszűnésekkel.
A magyarországi kávéházak történetének aranykora végleg lezárult az első világháború utáni időszakban. A közönség kicserélődött, a békeidők jellegzetes személyei eltűntek, sokan a háború során vesztek oda, mások fogságba estek, sokan kerültek emigrációba a kommün bukása után. Újak érkeztek, akik már nemigen ismerték a régi íratlan szabályokat. Felbomlóban lévő korábbi asztaltársaságok helyén újak alakultak, új helyszíneken. Lassan tért magához a kávéházi világ. A területvesztésből származó gazdasági sokk, amely az elvesztett piacok miatt állt be, rendkívüli gazdasági helyzetet teremtett, amely során bevezetésre került az inflálódott korona helyett a pengő. Sok kávés ekkor veszíttette el közönségét másodjára jelentősebben. Az 1926–27-es belső és hazai pénzügyi válságot hamarosan követte az 1930-as nagy gazdasági világválság, amelynek begyűrűzése átrendezte a kávéházi világot is. Igen sok kávéház zárt be eddig is, és az új helyzetet csak a legnagyobbak élték túl. Lecsökkent a kávéházak száma a korábbiakhoz képest, de minden működött tovább, még ha létszámában megfogyatkozva is. A következő sokk a zsidótörvények életbeléptetését követően alakult ki, s teljesen megváltoztatta a tulajdonosi kört, ekkor is jó néhány kávés zárta be üzletét szerte az országban. A második világháború után lassan állt helyre a rend, de ismét nagy vérveszteségek érték a kávés világot. Sokan koncentrációs táborban végezték, másokat a nyilas terror terelt halálba, vagy haláltáborba, sokakkal maguk a bombázások, a háború végzett. A rend helyreállásának egyik jele volt, hogy sorban nyíltak meg a kávéházak, az utolsó békeév rendjét lassan helyreállítva. Persze a háború okozta sérülések éktelenkedtek, üveg híján, több helyen bedeszkázott portálok jelezték, hónapokkal ezelőtt a pusztítás volt itt az úr.
Aztán a szovjet balratolódás, majd az államosítás végképp betette a kaput a nagy hagyományú magyar kávés világ előtt. A trösztösítés, és nagyvállalati rendszer ide-oda sorolta a kávéházakat, másokból ifjúsági klubokat hoztak létre, de volt olyan is, hogy jogutód nélkül egyszerűen bezárták, boltokká alakították át. A kávéházak mint a „Horthy-Magyarország”, a letűnt úri világ, erkölcsileg megkérdőjelezhető volta miatt, a kártyabarlangok, a biliárdasztalok, a szerencsejátékok, a konzumlásra kényszerült lányok okán, egyenesen ellenségként kezelt intézmények voltak, a régi polgári világ egyik emblematikus helyszíne, amelyet már az „öntudatos munkások és parasztok” elutasítottak. Helyettük az új szocialista rend  erkölcseit kiszolgáló intézményhálózatot, étteremláncokat, eszpresszókat, cukrászdákat létesítettek, amelyekben erőt merítve pihenhettek a dolgozók, hogy a munkaversenyek lázában égve azután felépítsék a szocialista Magyarországot – tartották akkoriban. Az álom a távoli szocializmus végső elérése azonban sokáig váratott magára, és lassan kiderült, az illúzió egy jó ürügy volt sokaknak a meggazdagodáshoz, egyéni sikerek eléréséhez. Egyre másra volt igény a régi kávéházak hangulatának felidézésére. A kabaréjelenetek során egyfajta nosztalgia alakult ki már a nyolcvanas évek vége felé. A rendszerváltás időszaka elhozta végre az új szeleket, és rendre alakultak vissza a régi kávéházak, igaz azok egykori közönségét már rég elfújta a történelem szele. Az újraalakult kávéházak sora, egy új világot idézett már, ahol nem a hiánygazdálkodás idején elfogadott háromszor, négyszer lefőzött presszókávék löttye játszotta a főszerepet.  Az európai nyitás visszavitte Magyarországot is a jó kávék világába, és lassan felnőtt egy generáció, amely a maga módján, újra értelmezte az aranykort, és talán egy második, már a turizmusra építő aranykor eljövetelének követőjét tisztelhetjük benne.

## Kávéház és festészet
A képzőművészeknek is gyakran szolgált témájául a kávéházi élet, például Mihail Fjodorovics Larionov: Szabadtéri kávéház (1907) című festménye, vagy Henri de Toulouse-Lautrec A kávéházban; a sápkórós pénztárosnő (1898), Boileau úr a kávéházban (1893) című festményei.
Vlagyimir Jevgrafovics Tatlin (1917–18) Kontrareliefjeinek formát felhasználja egy kávéház dekorálásához. (A Pittoresque kávéház belseje)
A francia festőművész, Edgar Degas képzeletét megragadták a műsoros kávéházak (café chantant), az ottani embertípusok és jelenetek. Egész sor ilyenfajta kompozíciót teremtett remek szín- és fényhatásokkal: Zenés kávéház (Ambassadeurs) (1876–77), Kesztyűs énekesnő  (1878). Egyik legelső ilyen képe volt A kutya dala (Chanson du chien), egyik leghíresebb képe az Abszint kávéházban (1876). Vincent van Gogh Kávézó terasza este (1888) című festménye is idevág.

## Nevezetes kávéházak
- Három Holló kávéház (Budapest)
- Centrál kávéház (Budapest)
- Pilvax (Budapest)
- New York kávéház (Budapest)
- New York kávéház (Kolozsvár)
- Japán kávéház (Budapest)
- Abbázia kávéház (Budapest)
- Központi kávéház (Esztergom)
- Bookcafe – Lotz Terem (Budapest)